# 丹尼尔·曼宁
丹尼尔·曼宁（Daniel Manning，1831年5月16日—1887年12月24日），美国政治家，曾任美国财政部长（1885年-1887年）。
| 前任： 休·麦卡洛克 | 美国财政部长 1885年 - 1887年 | 繼任： 查尔斯·S·费尔柴尔德 |